# Солдатович, Срджан
Срджан Солдатович (серб. Срђан Солдатовић; род. 10 января 1974, Чуприя) — сербский футболист, вратарь.

## Биография
Выступал за клубы «Шумадия 1903», «Раднички» (Крагуевац), «Раднички» (Ниш), «Железник» и «Булбулдерац». С 2005 по 2011 год являлся игроком «Явора», где был запасным вратарём. В сезоне 2009/10 был отдан в аренду в «Слогу» (Пожега). Завершил карьеру футболиста в 2013 году в качестве вратаря «Смедерево».
С 2014 по 2016 год являлся тренером вратарей в черногорском «Грбале», где одним из его подопечных был Лазар Царевич. В декабре 2017 года подписал соглашение с казахстанским «Атырау», где работал до 2019 года